# 凱卡拉德爾奧里諾科

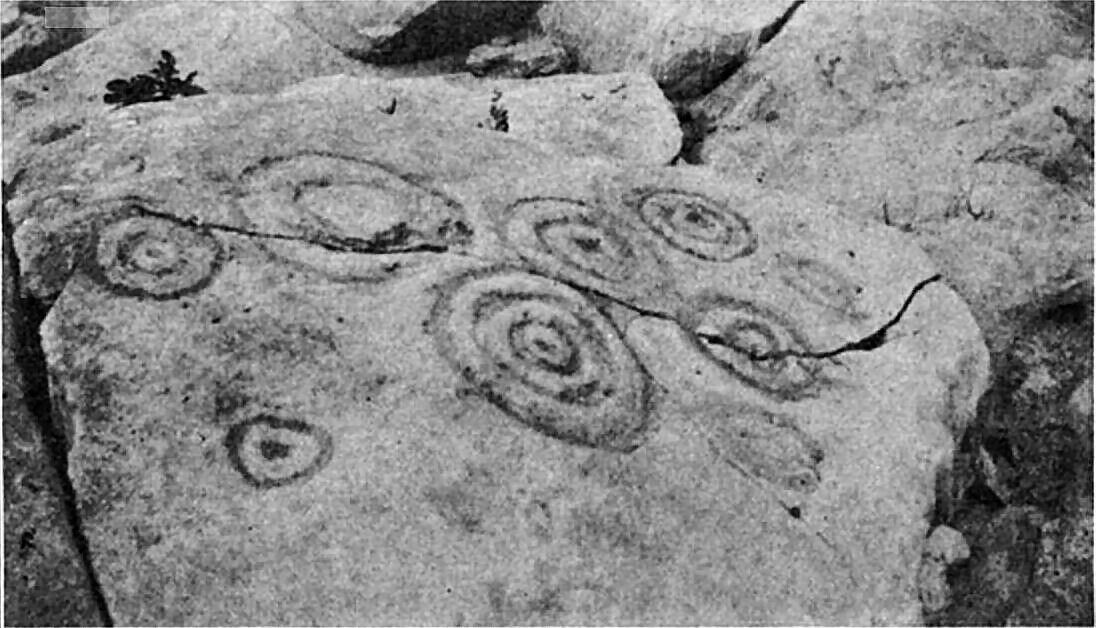

凱卡拉德爾奧里諾科（西班牙語：Caicara del Orinoco），是委內瑞拉的城鎮，位於該國西部玻利瓦爾州，是塞尼奧德市的首府，始建於1771年4月20日，鎮上建有機場，2011年人口66,315。
7°39′N 66°10′W / 7.650°N 66.167°W